# Marie-Antoinette Katoto
Marie-Antoinette Oda Katoto ([kato'to]ⓘ) (Colombes, 1 november 1998) is een Frans voetbalspeelster die als spits uitkomt voor Paris Saint-Germain (PSG) in de Franse Division 1 Féminine. Ze maakt ook deel uit van de nationale voetbalselectie van Frankrijk. In de lijst van 100 beste vrouwelijke voetballers ter wereld over het jaar 2022 van The Guardian staat Marie-Antoinette Katoto op plaats 11.

## Clubcarrière
Op zevenjarige leeftijd begon Katoto als jeugdspeelster bij Racing Club de France. In 2011 maakte ze de overstap naar de jeugd van Paris Saint-Germain. Sindsdien heeft ze onafgebroken bij Paris Saint-Germain gespeeld. In het seizoen 2015-16 maakte ze deel uit van het beloftenelftal dat het nationale kampioenschap onder 19 behaalde. Vóór die tijd had ze haar debuut al gemaakt in het eerste elftal van PSG. Dat was toen ze op 16-jarige leeftijd vijf minuten voor tijd inviel tijdens de halve finale van de Champions League-wedstrijd tegen VfL Wolfsburg (PSG - VfL Wolfsburg 1-2, 26 april 2015). Haar debuut in de Division 1 Féminine maakte ze een week later tegen Rodez. Ze stond in de basis en scoorde in de 88ste minuut 5-0. Een vaste basisplaats in het eerste elftal had ze vanaf het seizoen 2017-18. Op 31 mei 2018 was ze matchwinner in de bekerfinale tegen zesvoudig bekerhouder Olympique Lyonnais. In het seizoen 2020-21 droegen haar 21 doelpunten eraan bij dat Paris Saint-Germain voor het eerst kampioen van Frankrijk werd. PSG maakte daarmee een einde aan de recordreeks van veertien opeenvolgende titels van Olympique Lyonnais. Een kruisbandblessure opgelopen tijdens het EK van 2022 schakelde Katoto uit voor het grootste gedeelte van het seizoen 2022-23.

### Topscorer
Op 5 februari 2022 scoorde Katoto haar 132ste doelpunt voor PSG en werd daarmee topscorer aller tijden van de club. Sinds ze vijf seizoenen geleden haar debuut maakte in de Division 1 Féminine, eindigde ze drie keer als topscorer van de hoogste Franse voetbalafdeling. Zelf antwoordde ze op de vraag wat haar tot zo'n succesvolle spits maakt: "Ik ben vaak vrij rustig, ik blijf koel, vooral voor de goal". Volgens een van haar tegenstanders komt het door de combinatie van haar fysieke kracht en explosiviteit.

## Interlandcarrière
Katoto speelde 35 interlands in jeugdteams en scoorde daarin 24 maal. Ze maakte deel uit van het Franse elftal dat in 2016 Europees kampioen O19 werd. In de finale tegen Spanje, waarvan de rust twee en een half uur duurde vanwege hevig onweer, scoorde ze haar zesde doelpunt van het EK en werd daarmee topscorer van het toernooi. In 2018 verliep het Wereldkampioenschap O20 in eigen land teleurstellend. Katoto kwam niet tot scoren en miste een cruciale strafschop in de halve finale tegen Spanje.
Katoto maakte haar debuut in de A-selectie in een vriendschappelijke wedstrijd tegen Brazilië op 10 november 2018 (Frankrijk - Brazilië 3-1). Ze scoorde haar eerste interlanddoelpunt op 19 januari 2019 in een vriendschappelijke wedstrijd tegen de Verenigde Staten (Frankrijk - VS 3-1). Katoto was tot nog toe weinig succesvol op de grote eindtoernooien. Ze maakte geen deel uit van de selectie van het Franse nationale elftal voor het WK van 2019 in eigen land. In 2022 liep Katoto tijdens de tweede wedstrijd van Frankrijk op het EK een ernstige knieblessure op, die haar voor de rest van het toernooi uitschakelde.
De verhouding tussen de Franse bondscoach Corinne Diacre en Marie-Antoinette Katoto is moeizaam. In januari 2019 uitte Diacre opmerkelijk scherpe kritiek op Katoto. In een persconferentie zei ze dat Katoto meer moest laten zien, zowel qua toewijding als qua sportieve prestaties. In mei 2019 nam ze Katoto niet op in de selectie voor het WK in eigen land, terwijl zij topscorer geworden was in de Franse competitie. De keuze bracht veel ophef teweeg in de media. Diacre: "Marie-Antoinette heeft een enorm potentieel, iedereen weet het, iedereen ziet het, maar ze presteert te weinig in grote evenementen." Later zou Diacre toelichten dat ze doelde op het Wereldkampioenschap O20, dat "niet aan haar [Katoto's] verwachtingen had voldaan – ik weet niet of ik het een catastrofe mag noemen". Bij de selectie van Katoto voor het EK van 2022 zei Diacre dat ze geen enkele spijt had van haar keuze in 2019, maar Katoto nu beschouwde als de eerste keuze voor de positie van spits in het Franse elftal.
Op 24 februari 2023, vijf maanden voor het Wereldkampioenschap voetbal vrouwen 2023 in Australië en Nieuw-Zeeland, kondigde Marie-Antoinette Katoto samen met Kadidiatou Diani en Wendie Renard haar terugtrekking aan uit het Franse team. Volgens Le Parisien was het doel van de drie spelers het vertrek van Corinne Deacon en haar staf en een evolutie van het bestuur rond het vrouwenvoetbal. Op 9 maart 2023 beëindigde het uitvoerend comité van de Franse voetbalbond het contract van Corinne Deacon. Door een blessure aan de rechterknie was Katoto niet beschikbaar voor het WK 2023.

## Wetenswaardigheden
Ronaldinho was een grote inspiratiebron voor Marie-Antoinette Katoto: "Ik ben een heel grote fan van Ronaldinho, vooral van zijn tijd bij Paris Saint-Germain. Hij is degene die ervoor zorgde dat ik voetbal wilde spelen. Ik heb het allemaal proberen na te doen, de elastico, de overstapjes, de dribbels, de traptechniek, alles!"
Katoto is terughoudend tegenover de media: "Ik besteed steeds minder aandacht aan wat er in de media wordt gezegd. [...] Ik heb ermee leren leven. Ik ben altijd gereserveerd geweest en ik ben geen grote prater."

## Statistieken

### Club
Gegevens per 11 maart 2023
| Seizoen | Club   | Competitie | Competitie | Beker | Beker | UWCL | UWCL | Overig | Overig | Totaal | Totaal |
| Seizoen | Club   | W          | G          | W     | G     | W    | G    | W      | G      | W      | G      |
| ------- | ------ | ---------- | ---------- | ----- | ----- | ---- | ---- | ------ | ------ | ------ | ------ |
| 2014–15 | PSG    | 2          | 1          | 0     | 0     | 1    | 0    | —      | —      | 3      | 1      |
| 2015–16 | PSG    | 7          | 3          | 1     | 0     | 2    | 0    | —      | —      | 10     | 3      |
| 2016–17 | PSG    | 7          | 6          | 1     | 1     | 2    | 0    | —      | —      | 10     | 7      |
| 2017–18 | PSG    | 21         | 21         | 6     | 5     | —    | —    | —      | —      | 27     | 26     |
| 2018–19 | PSG    | 20         | 22         | 3     | 3     | 6    | 5    | —      | —      | 29     | 30     |
| 2019–20 | PSG    | 16         | 16         | 4     | 3     | 4    | 5    | 1      | 0      | 25     | 24     |
| 2020–21 | PSG    | 19         | 21         | 1     | 0     | 6    | 4    | —      | —      | 26     | 25     |
| 2021–22 | PSG    | 21         | 18         | 5     | 7     | 7    | 7    | —      | —      | 33     | 32     |
| 2022–23 | PSG    | 0          | 0          | 0     | 0     | 0    | 0    | —      | —      | 0      | 0      |
| Totaal  | Totaal | 113        | 108        | 21    | 19    | 28   | 21   | 1      | 0      | 163    | 148    |

### Internationaal
Gegevens per 11 maart 2023
| Jaar   | Wedstrijden | Doelpunten |
| ------ | ----------- | ---------- |
| 2018   | 1           | 0          |
| 2019   | 6           | 3          |
| 2020   | 8           | 6          |
| 2021   | 8           | 10         |
| 2022   | 9           | 7          |
| Totaal | 32          | 26         |

## Erelijst

### Club
- Franse beker: 2017-18[7]

- Landskampioenschap: 2020-21[9]

### Als international
- Europees Kampioenschap O19: 2016

### Persoonlijk
- topscorer van het Europees Kampioenschap O19, 2016[30]

- topscorer Division 1 Féminine: 2018–19, 2019-20, 2021-22[31][32][33]

- UNFP-speler van het seizoen 2021–22, Division 1 Féminine[34]

- FFF-speler van het seizoen 2021-22, Division 1 Féminine[35]